# ОФК куп нација
ОФК куп нација (енгл. OFC Nations Cup) је међународно фудбалско такмичење организовано од стране ОФК. Победник овог такмичења постаје првак Океаније у фудбалу и има право да представља Океанију на наредном Купу конфедерација.
Такмичење се одржава од 1973. године. До 1996. одржавало се не редовно. Од 1996. године, такмичење се одржавало на сваке две године. Да би од 2004. одлучено да се куп нација одржава сваке четири године.

## Резултати

### Успешност репрезентација
| Репрезентација     | Прво место                             | Друго место          | Треће место          |
| ------------------ | -------------------------------------- | -------------------- | -------------------- |
| Нови Зеланд        | 6 (1973, 1998, 2002, 2008, 2016, 2024) | 1 (2000)             | 3 (1996, 2004, 2012) |
| Аустралија         | 4 (1980, 1996, 2000, 2004)             | 2 (1998, 2002)       | -                    |
| Тахити             | 1 (2012)                               | 3 (1973, 1980, 1996) | 2 (2002, 2024)       |
| Нова Каледонија    | -                                      | 2 (2008, 2012)       | 3 (1973, 1980, 2016) |
| Соломонова Острва  | -                                      | 1 (2004)             | 3 (1996, 2000, 2016) |
| Папуа Нова Гвинеја | -                                      | 1 (2016)             | -                    |
| Фиџи               | -                                      | -                    | 2 (1998, 2008)       |
| Вануату            | -                                      | 1 (2024)             | -                    |

^ Вануату је 1973. наступао под именим Нови Хебриди.

### Победници ОФК купа нација
| Година      | Домаћин            |                                   | Финале                            | Финале                            | Финале                            |                                   | Треће место                       | Треће место                       | Треће место       |
| Година      | Домаћин            | Победник                          | Резултат                          | Друго место                       | Треће место                       | Резултат                          | Четврто место                     |                                   |                   |
| ----------- | ------------------ | --------------------------------- | --------------------------------- | --------------------------------- | --------------------------------- | --------------------------------- | --------------------------------- | --------------------------------- | ----------------- |
| 1973 Детаљи | Нови Зеланд        | Нови Зеланд (1)                   | 2:0                               | Тахити                            | Нова Каледонија                   | 2:1                               | Нови Хебриди                      |                                   |                   |
| 1980 Детаљи | Нова Каледонија    | Аустралија (1)                    | 4:2                               | Тахити                            | Нова Каледонија                   | 2:1                               | Фиџи                              |                                   |                   |
| 1996 Детаљи | нема домаћина      | Аустралија (2)                    | 6:0 5:0                           | Тахити                            | Нови Зеланд                       | нема утакмица                     | Соломонова Острва                 |                                   |                   |
| 1998 Детаљи | Аустралија         | Нови Зеланд (2)                   | 2:0                               | Аустралија                        | Фиџи                              | 4:2                               | Тахити                            |                                   |                   |
| 2000 Детаљи | Тахити             | Аустралија (3)                    | 2:0                               | Нови Зеланд                       | Соломонова Острва                 | 2:1                               | Вануату                           |                                   |                   |
| 2002 Детаљи | Нови Зеланд        | Нови Зеланд (3)                   | 1:0                               | Аустралија                        | Тахити                            | 1:0                               | Вануату                           |                                   |                   |
| 2004 Детаљи | Аустралија         | Аустралија (4)                    | 5:1 6:0                           | Соломонова Острва                 | Нови Зеланд                       | није играно                       | Фиџи                              |                                   |                   |
| 2008 Детаљи | Нема домаћина      |                                   | Нови Зеланд (4)                   | табела                            | Нова Каледонија                   |                                   | Фиџи                              | табела                            | Вануату           |
| 2012 Детаљи | Соломонова Острва  |                                   | Тахити (1)                        | 1:0                               | Нова Каледонија                   |                                   | Нови Зеланд                       | 4:3                               | Соломонова Острва |
| 2016 Детаљи | Папуа Нова Гвинеја |                                   | Нови Зеланд (5)                   | 0:0, пен. 4:2                     | Папуа Нова Гвинеја                |                                   | Нова Каледонија                   | нема утакмице                     | Соломонова Острва |
| 2020 Детаљи | Нови Зеланд        | Отказано због Пандемије ковида 19 | Отказано због Пандемије ковида 19 | Отказано због Пандемије ковида 19 | Отказано због Пандемије ковида 19 | Отказано због Пандемије ковида 19 | Отказано због Пандемије ковида 19 | Отказано због Пандемије ковида 19 |                   |
| 2024 Детаљи | Вануату Фиџи       |                                   | Нови Зеланд (6)                   | 3:0                               | Вануату                           |                                   | Тахити                            | '2:1'                             | Фиџи              |

### Репрезентације које су учествовале на купу
| Учешће | Репрезентација     | Године                                                           |
| ------ | ------------------ | ---------------------------------------------------------------- |
| 11     | Нови Зеланд        | 1973, 1980, 1996, 1998, 2000, 2002, 2004, 2008, 2012, 2016, 2024 |
| 10     | Тахити             | 1973, 1980, 1996, 1998, 2000, 2002, 2004, 2012, 2016, 2024       |
| 10     | Вануату            | 1973, 1980, 1998, 2000, 2002, 2004, 2008, 2012, 2016, 2024       |
| 9      | Фиџи               | 1973, 1980, 1998, 2002, 2004, 2008, 2012, 2016, 2024             |
| 8      | Соломонова Острва  | 1980, 1998, 2000, 2002, 2004, 2012, 2016, 2024                   |
| 6      | Аустралија         | 1980, 1996, 1998, 2000, 2002, 2004                               |
| 6      | Нова Каледонија    | 1973, 1980, 2002, 2008, 2012, 2016                               |
| 5      | Папуа Нова Гвинеја | 1998, 2002, 2012, 2016, 2024                                     |
| 3      | Самоа              | 2012, 2016, 2024                                                 |
| 2      | Кукова Острва      | 1998, 2000                                                       |

### Организатори такмичења
| Број | Репрезентација     | Године     |
| ---- | ------------------ | ---------- |
| 3    | Нови Зеланд        | 1973, 2002 |
| 2    | Аустралија         | 1998, 2004 |
| 1    | Нова Каледонија    | 1980       |
| 1    | Тахити             | 2000       |
| 1    | Соломонова Острва  | 2012       |
| 1    | Папуа Нова Гвинеја | 2016       |
| 1    | Вануату            | 2024       |
| 1    | Фиџи               | 2024       |
| 2    | Није било домаћина | 1996, 2008 |